# Caldas de Reyes (parroquia)
Caldas de Reyes (llamada oficialmente San Tomé e Santa María de Caldas de Reis)es una parroquia y una villa del municipio español de Caldas de Reyes, en la provincia de Pontevedra, Galicia.

## Toponimia
La parroquia también es conocida por los nombres de Santo Tomás y Santa María de Caldas de Reis, Santo Tomás y Santa María P. de Caldas de Reis y Santo Tomás y Santa María P. de Caldas de Reyes.

## Organización territorial
La parroquia está formada por una entidad de población:
- Caldas de Reis

## Demografía
Gráfica demográfica de la villa y parroquia de Caldas de Reyes según el INE español:
| Gráfica de evolución demográfica de Caldas de Reyes entre 2000 y 2023 |
|                                                                       |
| Datos según el nomenclátor publicado por el INE.                      |